# 托马斯顿 (阿拉巴马州)
托马斯顿（英語：Thomaston），是美国阿拉巴马州下属的一座城市。面积约为2.01平方英里（约合5.21平方公里）。根据2010年美国人口普查，该市有人口417人，人口密度为207.15/平方英里（约合80.04/平方公里）。